# Epidendrum rigidum
Epidendrum rigidum là một loài lan biểu sinh trong chi Epidendrum thuộc họ lan được tìm thấy khắp các xứ đất thấp Tân nhiệt đới, dưới độ cao 600 m. (The Fora of North America công nhận một loài riêng, E. cardiophorum Schltr., thay thế E. rigidum ở México và Trung Mỹ; Kew lists E. cardiophorum Schltr. là một đồng âm của E. rigidum.)

## Miêu tả
E. rigidum đã được đặt trong phân chi E. subg Epidendrum Lindl. (1841) 
Số nhiễm sắc thể nhị bội của E. rigidum được xác định là 2n = 40.

## Đồng âm
- Epidendrum rigidum Lodd. 1829 nom. illeg. là một đồng âm của E. ramosum Jacq. 1760
- Epidendrum rigidum var. angustisegmentum L.O.Williams 1946 là một đồng âm của E. angustisegmentum (L.O.Williams) Hágsater 1999